# Bläsgås
Bläsgås (Anser albifrons) är en fågel i släktgruppen gäss och nära släkt med fjällgås. Bläsgåsen är en flyttfågel som häckar i de arktiska regionerna av Europa, Asien, Nordamerika samt på Grönland.

## Kännetecken

### Utseende

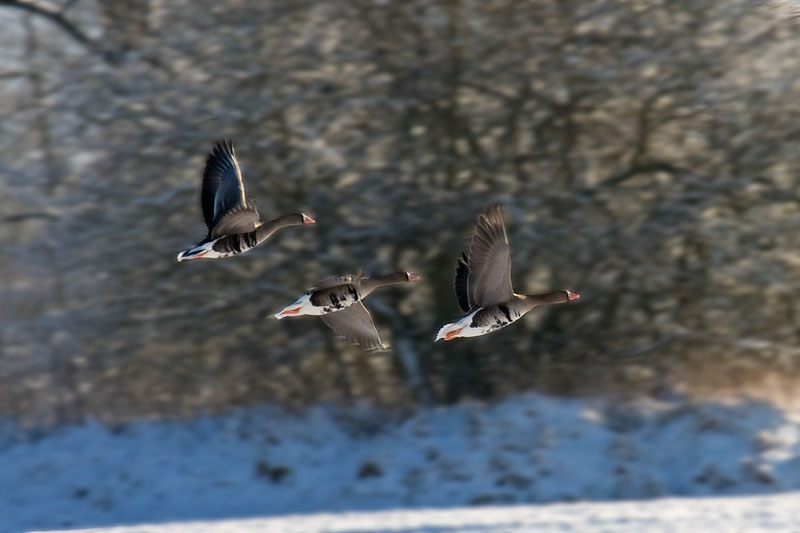
flygande bläsgäss.

En adult bläsgås har mörkt gråbrun fjäderdräkt som på buken är något ljusare. På buken och ibland upp på bröstet har den breda svarta tvärgående streck. Dock finns det vissa individer som saknar dem helt. Den har vit undergump och ett brett vitt band på yttre delen av stjärten. Ovansidan av vingarna är blågrå och vingpennorna mörka. Den vita färgen vid näbbens rot, den så kallade bläsen, når inte upp på hjässan, och vissa individer saknar den helt. Näbben är rosa eller gulorange och benen orange. Bläsgåsen blir 65 till 76 centimeter lång, har ett vingspann på mellan 130 och 165 centimeter och är därmed större än fjällgåsen. Könen är lika.
De juvenila fåglarna ser i stort sett ut som adulta fåglar förutom att de saknar de svart tvärgående ränderna på buken och den vita bläsen. 
Alla bläsgåsens underarter har liknande fjäderdräkt och skiljer sig främst genom storlek, förutom den grönländska underarten A. a. flavirostris som är mörkare och har ett smalare vitt band på stjärten. Den har också kraftigare svarta band på buken och har vanligtvis en orange näbb.

### Läte
Lätena är ljusare och mer melodiska än grågåsen och sädgåsen. Det vanligaste är ett två- eller trestavigt "kjy-jy" eller "kjo-jo-jo".

## Utbredning och systematik

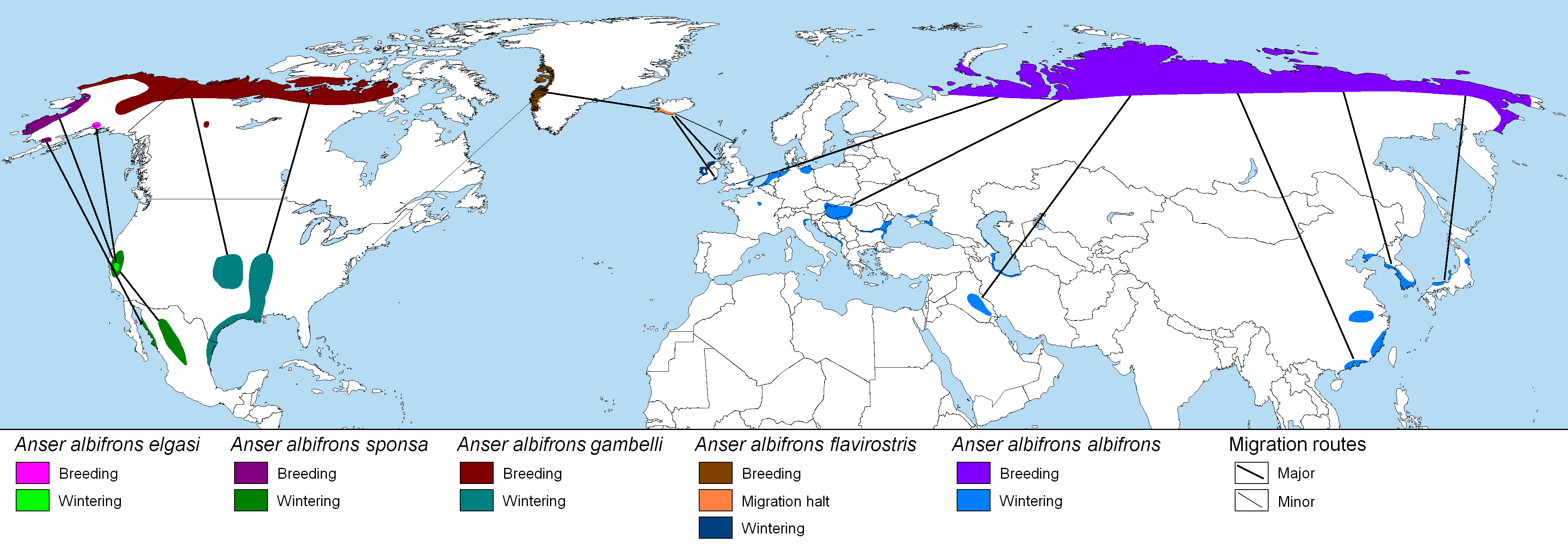
Bläsgåsens globala utbredning.

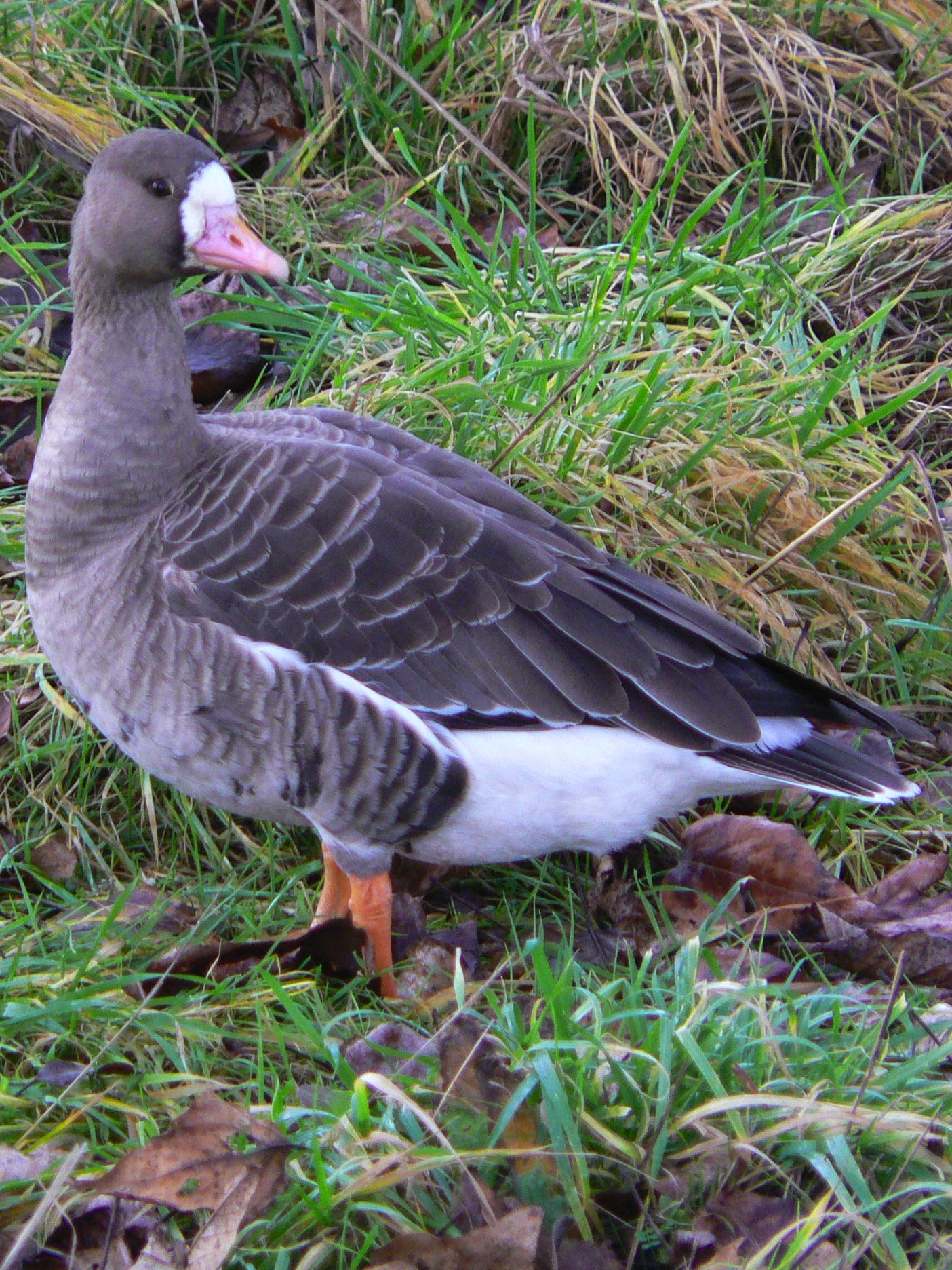
Bläsgås av underarten frontalis

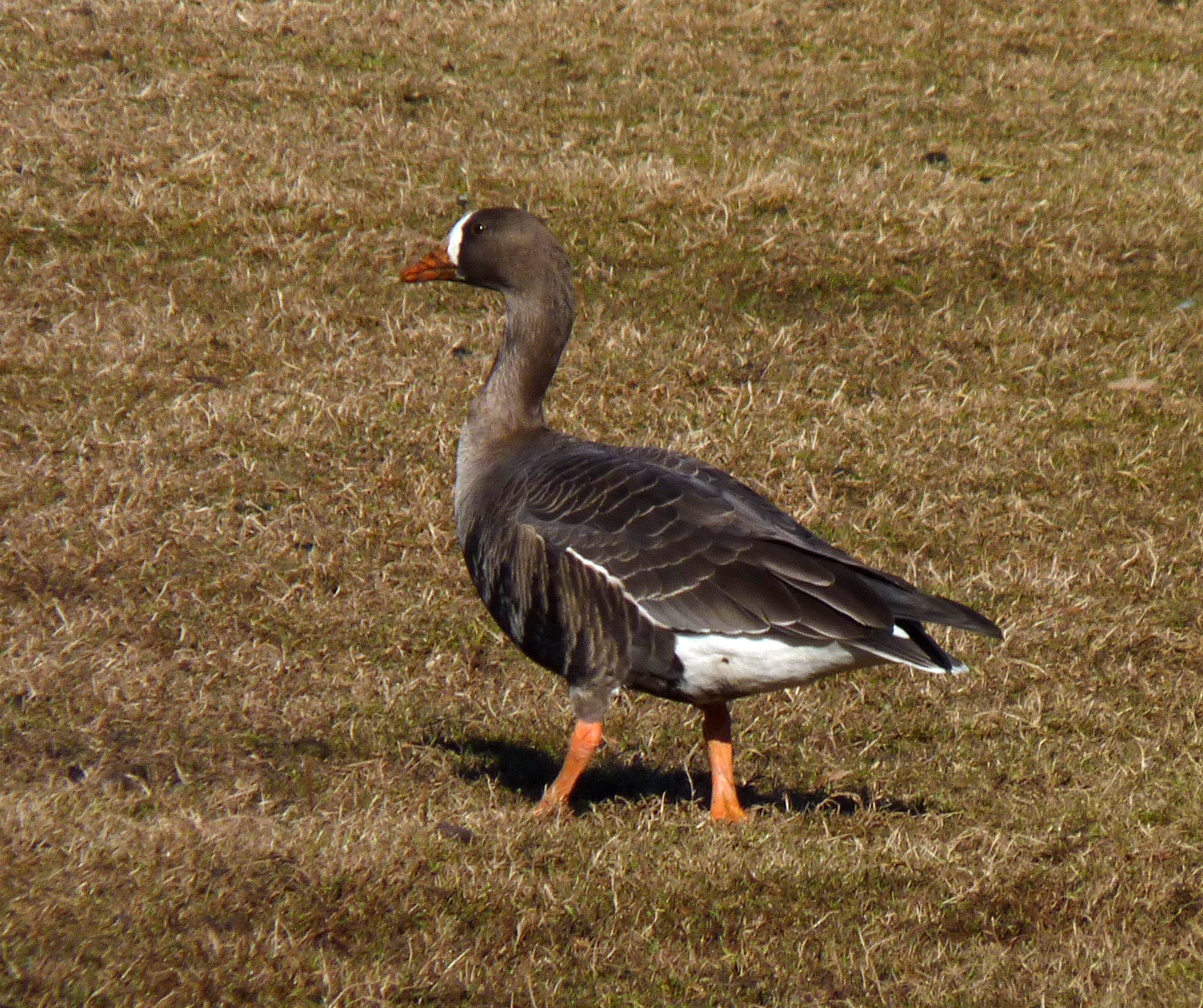
Grönlandsbläsgås, som vissa anser borde behandlas som den egna arten Anser flavirostris.

Arten häckar i de arktiska regionerna av Europa och Asien och Nordamerika samt på Grönlands sydspets. På vintern flyttar de söderut till Skandinavien, Storbritannien, Nordamerika och Japan.
Bläsgåsen delas oftast upp i fem underarter med följande utbredning:
- grönlandsbläsgås[4] Anser albifrons flavirostris – häckar i områden på västra Grönland och tillbringar vintern på Irland, i västra Skottland och i västra Wales
- rysk bläsgås[5] Anser albifrons albifrons – nominatformen som häckar i de nordligaste områdena av Europa och Asien, och har sina vinterkvarter söderut i Europa, som Skandinavien, England och Wales; även i södra Asien söderut till norra Indien, södra Kina och Japan
- Anser albifrons gambeli – häckar från inre och norra delen av Alaska tvärs över arktiska Kanada till Hudson Bay; övervintrar i sydcentrala USA och i nordöstra Mexiko
- Anser albifrons sponsa – häckar i västra Alaska, övervintrar i Kalifornien och västra Mexiko
- Anser albifrons elgasi – häckar i södra Alaska och omfattar de största och mest långnäbbade av alla bläsgäss; övervintrar i norra Kalifornien (Sacramento Valley och kring Suisun Bay)

Vissa urskiljer även underarten frontalis för östsibiriska fåglar och den nordliga delen av gambeli.
Viss forskning tyder på att grönlandsbläsgås bör kategoriseras som den egna arten Anser flavirostris. Det som främst särskiljer den, förutom vissa skillnader i morfologi, är hur den tar hand om sina ungar. Se vidare: Häckning och ruggning. 
Även taxonet elgasi skiljer sig i beteende, morfologi och ekologi och kan utgöra en god art: Anser elgasi.

### Bläsgåsen i Sverige
Mer än två procent av världspopulationen av bläsgäss av nominatformen rastar i Sverige under flyttningen på våren, men framför allt på hösten. Vissa höstar rastar upp till 40 000 gäss i Skåne. Denna rastande population har ökat över tid. Underarten flavirostris har observerats vid ett 40-tal tillfällen i Sverige och då ofta flera individer samtidigt.

## Ekologi

### Häckning och ruggning

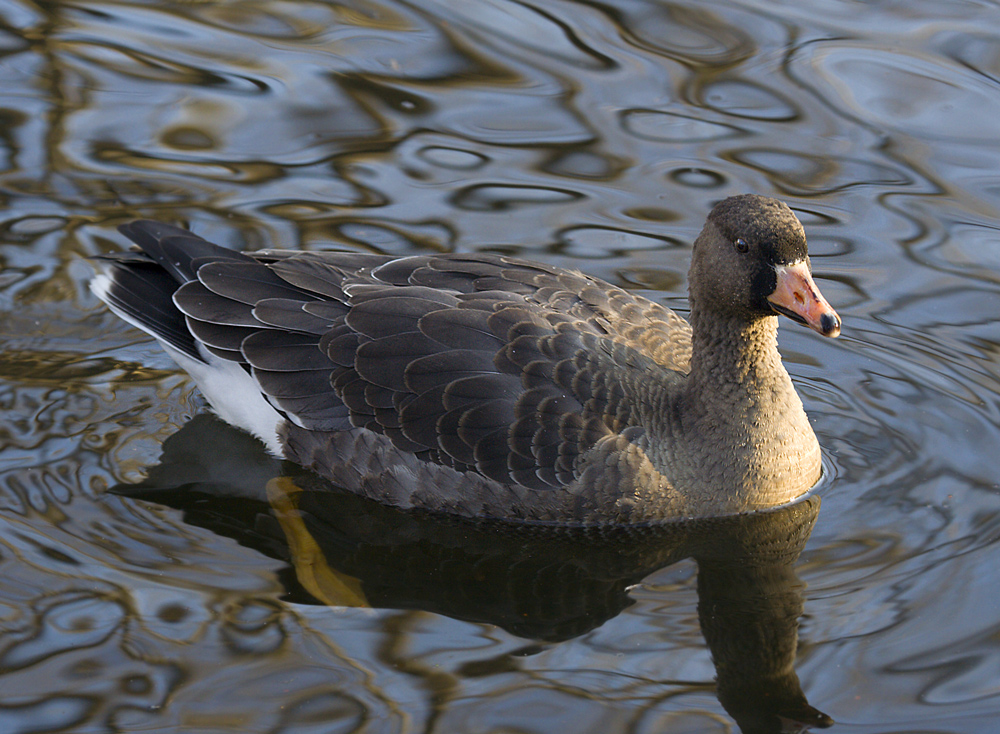
Ung bläsgås (2K) under första vintern.

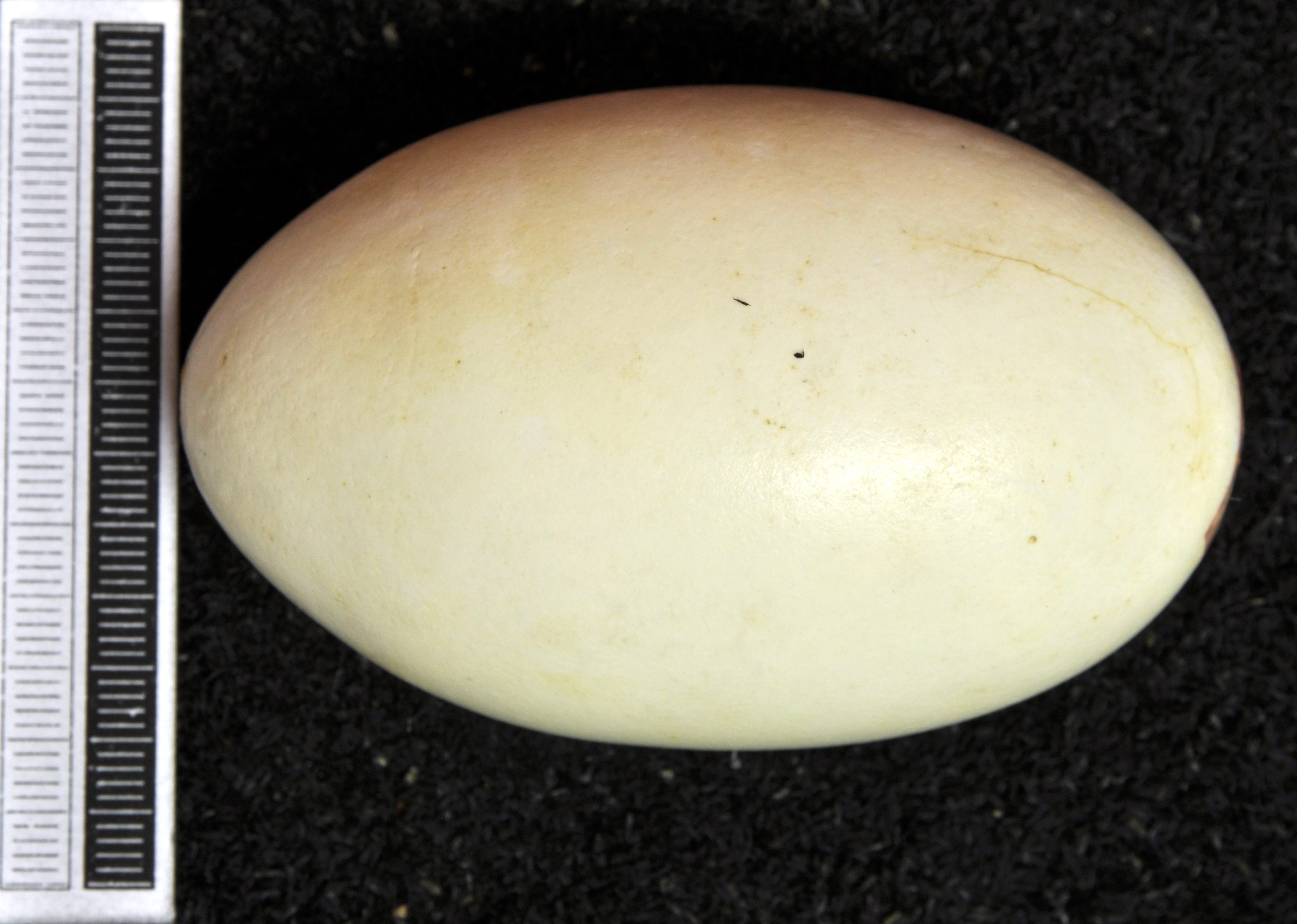
Ägg av bläsgås från Museum Wiesbadens äggsamling.

Bläsgåsen häckar i enstaka par eller mindre, löst sammanhållna, grupper från slutet av maj till början av juni. Yngre icke-häckande fåglar eller individer som misslyckats med häckningen, samlas under häckningsperioden på öppna vattenytor, åtskilda från den häckande gruppen. Boet är en uppskrapad grop, direkt på marken. De lägger i genomsnitt 5-6 ägg men kullar med 3-7 ägg har observerats. Äggen ruvas av honan i 22–28 dagar. När äggen kläcks tar båda föräldrar hand om ungarna som är flygga efter 40–43 dagar. Det grönländska taxonet flavirostris fortsätter att finnas i närheten av sina ungar under en mycket lång tid. Detta kan pågå under en mängd år och man har påvisat att ibland tar även far- och morföräldrar hand om ungar. Man tror att detta är unikt inom ordningen Anseriformes.
Efter häckningen genomgår den en ruggningsperiod då den blir flygoförmögen under cirka 25 dagar. Under denna period samlas de i flockar på mindre än 30 individer i ett område nära häckningsplatsen. Efter ruggningen bildar de större flockar och lämnar häckningsområdet från slutet av augusti och under september för att flytta söderut. De når övervintringsområdena i slutet av hösten. Utanför häckningsperioden är arten en flockfågel och flockar på upp till 30 000 individer har rapporterats från Europa. Dock är det vanligast att observera dem i mindre flockar.

## Bläsgåsen och människan

### Status och hot
Världspopulationen kategoriseras som livskraftig (LC), men beståndsutvecklingen anses vara oklar. Världspopulationen uppskattas till mellan fem och sex miljoner vuxna individer.
Vissa underarter är hotade av en rad olika orsaker och arten är mycket känslig för störningar under häcknings- och ruggningsperioden. Jakttrycket mot arten är i vissa områden hårt. Den grönländska populationen flavirostris är hotad på grund av mänsklig störning av turister, främst under ruggningsperioden. Arten är mycket mottaglig för fågelinfluensa vilket kan utgöra ett hot vid ett kommande utbrott. Klimatförändringar är också ett hot då arten har ett mycket begränsat häckningsområde, och när andra arter som kanadagås flyttar sina häckningsområden norrut så ökar konkurrensen. Andra hot är exempelvis miljögifter, utdikning av våtmarker, effekter av oljeutvinning och habitatförstörelse.

### Namn
Fågeln har på svenska också kallats vitpannad gås och även fjällgås vilket kan förvirra i äldre texter.